# Acer x freemanii 'Morgan'
Acer x freemanii 'Morgan é uma espécie de árvore do gênero Acer, pertencente à família Aceraceae.